# یربا
یربا، روستایی از توابع بخش سویسه شهرستان کارون در استان خوزستان ایران می باشد.
اکثریت زمینهای کشاورزی این روستا متعلق به عشیره البدوان(ابوصالح اسباهی) وعشیرهٔ الجبوربیت اعوید.میباشد.

## جمعیت
این روستا در دهستان سویسه قرار دارد و براساس سرشماری مرکز آمار ایران در سال ۱۳۸۵، جمعیت آن زیر سه خانوار بوده‌است.

## ریشه نام
یربا گرفته شده از (یرب) که همان جرب مخفف شده به زبان محلی است، میباشد.